# Elkersberg
Der Elkersberg liegt im Gemeindegebiet von Wilnsdorf im Kreis Siegen-Wittgenstein in Nordrhein-Westfalen zwischen den Orten Wilnsdorf und Wilden. Er hat eine Höhe von 443,5 m.
Direkt am Berg entlang verläuft die Bundesautobahn 45. Zwischen 2003 und 2004 wurde ein Teil der Bergnordostseite abgetragen, auf dem geschaffenen Plateau entstanden ein Autohof mit einem Hotel, einer Tankstelle, einer Spielothek und einem Fastfood-Restaurant, die allesamt 2005 eröffnet wurden, sowie ein angrenzendes Industriegebiet mit dem Namen "Wilden Nord".

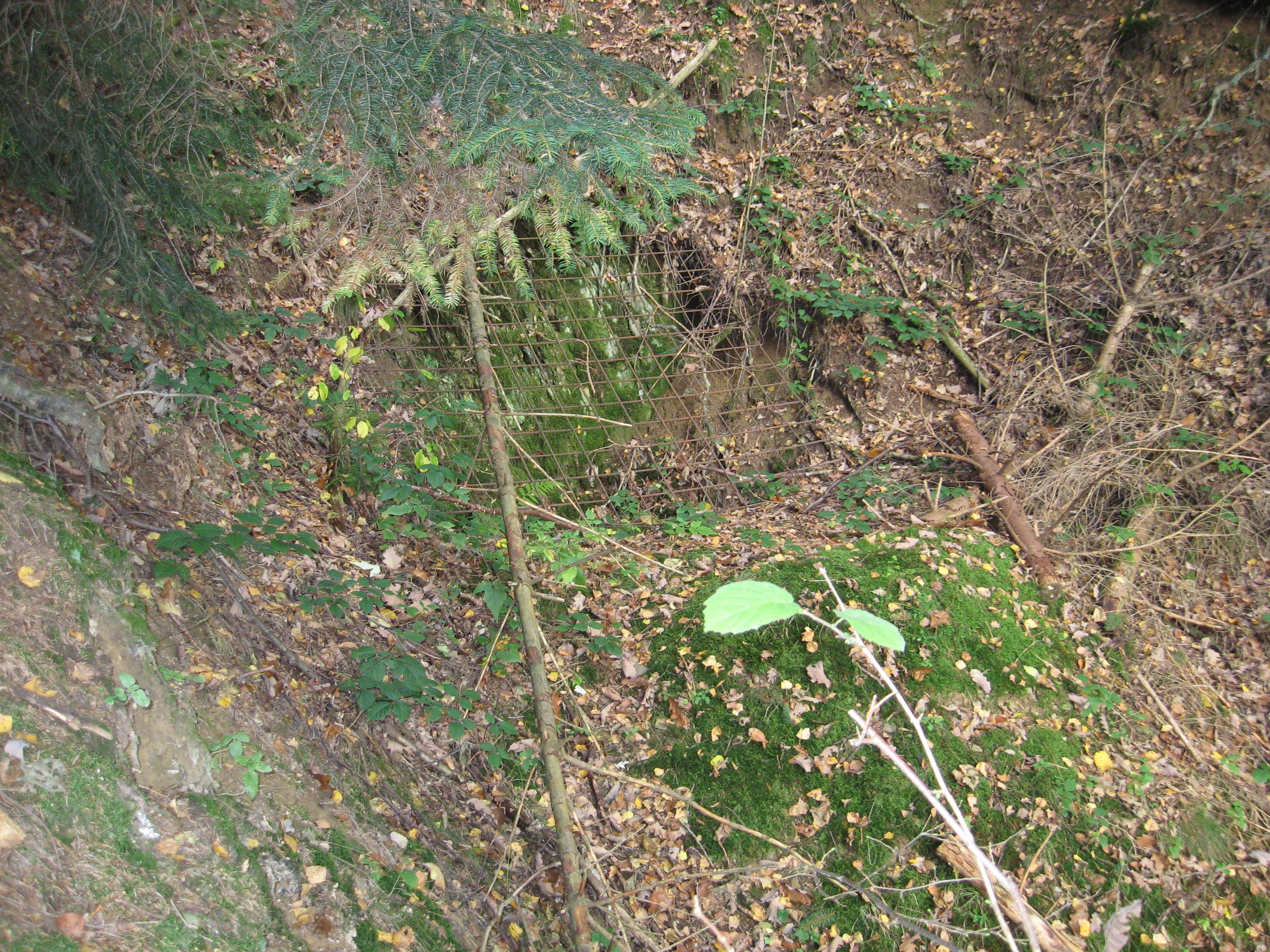
Der zugefallene Stolleneingang der Grube „Morgenröte“ unterhalb des Elkersbergs

Unterhalb des Elkersbergs lag in Mittelwilden die Grube Morgenröte auf einer Höhe von ca. 380 m. Ihr Stolleneingang ist verfallen und durch ein Gitter versperrt worden, auf der Halde wurde eine Bank und Zäune als Aussichtspunkt errichtet.